# 本松错
本松错（藏語：སྤུན་གསུམ་མཚོ་，威利转写：spun gsum mtsho，THL：Pünsum Tso）是一个位于中国西藏自治区那曲地区的湖泊，面积约为12.13平方千米，属于青藏高原。它的一级流域为内流区诸河，二级流域为西藏内流区。